# Оксид-молибдат галлия
Оксид-молибдат галлия — неорганическое соединение,
кристаллогидрат основной соли галлия и молибденовой кислоты с формулой 2Ga2O3·3MoO3·15H2O.

## Получение
- Действие на растворы солей галлия молибдатов щелочных металлов:

{\displaystyle {\mathsf {2Ga_{2}(SO_{4})_{3}+3Na_{2}MoO_{4}+18H_{2}O\ {\xrightarrow {}}\ }}}
{\displaystyle {\mathsf {\ {\xrightarrow {}}\ 2Ga_{2}O_{3}\cdot 3MoO_{3}\cdot 15H_{2}O\downarrow +3Na_{2}SO_{4}+3H_{2}SO_{4}}}}
- Спеканием или сплавлением оксидов получены смешанные молибдаты галлия, например Li3Ga(MoO4)3 и LiGa(MoO4)2.

## Физические свойства
Оксид-молибдат галлия не растворяется в воде.